# Alfred Dubois (violoniste)
Alfred Dubois (né à Molenbeek-Saint-Jean le 17 novembre 1898 et mort à Bruxelles le 24 mars 1949) est un violoniste et pédagogue belge.

## Biographie
Alfred Dubois entre Conservatoire royal de Bruxelles en 1910, où il se forme notamment avec Alexandre Cornélis. Trois ans plus tard, Dubois remporte le premier prix de violon. S’il est communément admis que le violoniste est l'un des élèves d'Eugène Ysaÿe au début des années 1920, aucun document n’atteste le suivi de leçons. Par contre, on peut affirmer que Dubois a été conseillé et soutenu par Ysaÿe, jouant et enregistrant au disque sa musique (Rêve d’enfant et Sonate opus 27 no 3). Il sera également un des violonistes appelés à jouer lors des funérailles du maître en 1931. 
En 1920, Dubois reçoit le Prix Henry Vieuxtemps, ce qui lui permet par la suite de se faire entendre à Bruxelles aux Concerts Defauw et au Conservatoire, aux Concerts Philharmoniques de Stockholm, à La Haye, aux Concerts Colonne à Paris ou encore au Conservatoire de Luxembourg. 
Parallèlement, le violoniste forme un duo avec le pianiste Marcel Maas, frère du violoncelliste Robert Maas. Ensemble, ils enregistrent notamment les sonates de Jean-Sébastien Bach, César Franck, Claude Debussy et Ludwig van Beethoven pour le label Columbia.
À partir de 1925, Dubois est membre du Trio de la Cour de Belgique aux côtés d'Émile Bosquet (piano) et de Maurice Dambois (violoncelle).
En 1927, Dubois commence sa carrière de professeur de violon au Conservatoire de Bruxelles, qui prendra fin à sa mort en 1949, après quoi il sera remplacé par son élève Arthur Grumiaux, qui l'assistait déjà depuis 1941. Les deux musiciens se portaient une grande affection mutuelle, Dubois faisant presque état de figure paternelle pour le jeune Grumiaux. Ils se sont produits ensemble à de nombreuses reprises.
Entre 1938 et 1939, Alfred Dubois est en tournée aux USA et récolte un succès certain. Cependant, la Seconde guerre mondiale interrompt sa carrière internationale. Pendant la guerre, il est le premier violon du Quatuor Artis, constitué de son élève Grumiaux (second violon), de Robert Maas et de Robert Courte (alto). Le Quatuor refusa de jouer pour l'Occupant, mais devint un « point de ralliement culturel pour les Belges mélomanes ».
Le musicien faisait régulièrement partie de jurys internationaux et a enregistré de nombreux disques de concertos, de musique de chambre, etc.. 

Alfred Dubois décède prématurément en mars 1949, à l'âge de 50 ans. Considéré comme un véritable virtuose, tant comme soliste que chambriste, le violoniste était également très apprécié en tant que pédagogue et a enseigné à des élèves venant des quatre coins du globe : 

« Le pédagogue, très écouté et aimé par ses disciples qui venaient de tous côtés, même d'Amérique et de Chine, a eu sur eux une influence durable, basée sur l'étude du style des maîtres, sans sécheresse, sans académisme, sur des fondements techniques certains : qualité sonore, position stable des doigts, maniement de l'archet long et collant à la corde, phrasé étudié en profondeur. »

## Répertoire
(Liste non exhaustive)
- Alfredo d'Ambrosio
- Jean-Sébastien Bach
- Ludwig van Beethoven
- Charles-Auguste de Bériot
- Johannes Brahms
- Ernest Chausson
- Claude Debussy
- Albert Delvaux
- Marcel Dupré
- Gabriel Fauré
- César Franck
- Fernand Goeyens
- Georg Friedrich Haendel
- Fritz Kreisler
- Jean-Marie Leclair
- Guillaume Lekeu
- Emile Mathieu
- Wolfgang Amadeus Mozart
- Marcel Quinet
- Henry Sarly
- Henry Vieuxtemps
- Antonio Vivaldi
- Friedrich Voss
- Eugène Ysaÿe

## Honneurs
Une rue de sa commune natale, Molenbeek-Saint-Jean, porte son nom. 

### Articles
- Marie Cornaz, « Dubois, Alfred (1898-1949) », notice biographique tirée de son ouvrage À la redécouverte d'Eugène Ysaÿe, Turnhout, Brepols, 2019, p. 328.
- Tully Potter, "Dubois, Alfred", Grove Music Online, 2001.
- Tully Potter, "Missing Link between Ysaÿe and Grumiaux", The Strad, no. 107, 1996, p. 796-797.